# Ulster Special Constabulary
Ulster Special Constabulary, USC, (i allmänhet kallad "B-Specials" eller "B-men") var en reserv polisstyrka som var aktiv i Nordirland. Styrkan var ogillad av katolikerna på Nordirland som hävdade, i vissa fall med bevis, att styrkan diskriminerade katoliker. Styrkan var omtyckt av unionister som ansåg att USC försvarade Nordirland mot Irländska Republikanska Armén terrorkampanj.